# Кузьменко Юрій Вікторович
Ю́рій Ві́кторович Кузьме́нко — головний сержант Збройних сил України, учасник російсько-української війни. Повний кавалер ордена «За мужність».

## Нагороди
- орден «За мужність» III ступеня (31 липня 2015) — за особисту мужність і високий професіоналізм, виявлені у захисті державного суверенітету та територіальної цілісності України, вірність військовій присязі[1];
- орден «За мужність» II ступеня (19 червня 2023) — за особисту мужність, виявлену у захисті державного суверенітету та територіальної цілісності України, самовіддане виконання військового обов'язку[2];
- орден «За мужність» I ступеня (22 січня 2024) — за вагомий особистий внесок у забезпечення реалізації державної політики у сфері соціального захисту дітей, створення умов для їх всебічного розвитку та високий професіоналізм[3].